# Freek van Beetz
Frederik Pinchas (Freek) van Beetz (1946) is schrijver en was ambtelijk adviseur van de minister-president van de toenmalige Nederlandse Antillen.

## Ambtelijke loopbaan
Van Beetz studeerde Politieke en Sociale Wetenschappen en Planologie aan de Universiteit van Amsterdam. Na in verschillende beleidsfuncties werkzaam geweest te zijn bij de Nederlandse overheid in Den Haag werd hij in 2001 ambtelijk adviseur van de minister-president van de Nederlandse Antillen te Willemstad. In de periode 2001 tot 2010 was hij ambtelijk adviseur van de premiers Miguel Pourier, Etienne Ys en Emily de Jongh-Elhage.
In 2009 produceerde hij samen met Michel Drenthe de documentaire United by Music over de tournee op Curaçao van het Ricciotti Ensemble met zangeres Izaline Calister. Deze film bereikte de finale op het Moondance International Filmfestival te Boulder Colorado.
In opdracht van de laatste regering van de Nederlandse Antillen schreef hij in 2010 samen met Jefka Martha-Alberto Het laatste kabinet, kroniek van de ontmanteling van de Nederlandse Antillen. Over de politieke ontwikkelingen in de Nederlandse Antillen in deze periode schreef hij het Het einde van de Antillen, dat verscheen in 2013.

## Literaire loopbaan
In januari 2016 verscheen zijn roman Uitzicht op Zee.  In 2023 verscheen zijn tweede roman Vergeefse Moeite.
Sinds 2015 is hij vaste columnist en opiniemaker van de opiniesite "Opiniez".